# Gornja Gračanica
Gornja Gračanica es un pueblo ubicado en el territorio de Zenica, en el cantón de Zenica-Doboj, Bosnia y Herzegovina.

## Superficie
Posee una superficie de 19,86 kilómetros cuadrados.

## Demografía
Hasta 2013 la población era de 847 habitantes, con una densidad de población de 42,6 habitantes por kilómetro cuadrado. El 51,9% correspondía a hombres y el 48,1% a las mujeres.